# Olidiana cladopenis
Olidiana cladopenis är en insektsart som beskrevs av Zhang 1990. Olidiana cladopenis ingår i släktet Olidiana och familjen dvärgstritar. Inga underarter finns listade i Catalogue of Life.